# 綾川町総合運動公園
綾川町総合運動公園（あやがわちょうそうごううんどうこうえん）は香川県綾歌郡綾川町にある運動公園である。

## 概要
当運動公園は香川県のほぼ中心に位置する綾川町北部の十瓶山の東裾にある。旧綾南町の整備により1996年に陸上競技場が完成し、4月1日に開園。その後1999年までにその他の施設も順次完成した。スポーツ・レクリェーションの拠点として地域スポーツ・イベントや近隣の学校のクラブ活動に使用されているほか、県大会クラスの競技会も開催されることがある。

## 施設
- 勤労者体育館
  - アリーナ - 4,693m2（バスケットボール、バレーボールコート2面、バドミントン8面に使用可能）
  - 多目的ホール、ミーティングルーム2室
  - 公園管理事務所、更衣室、シャワー
- 陸上競技場 - 夜間照明4基付 日本陸上競技連盟第3種公認
  - トラック - 全天候舗装400m×8レーン
  - フィールド - 天然芝
- テニスコート　- 夜間照明付全天候型コート4面
- 芝生イベント広場 - 3,980m2
- 多目的グランド - 13,000m2
- 駐車場 （体育館ピロティ70台、屋外35台）
- トイレ （屋内外）

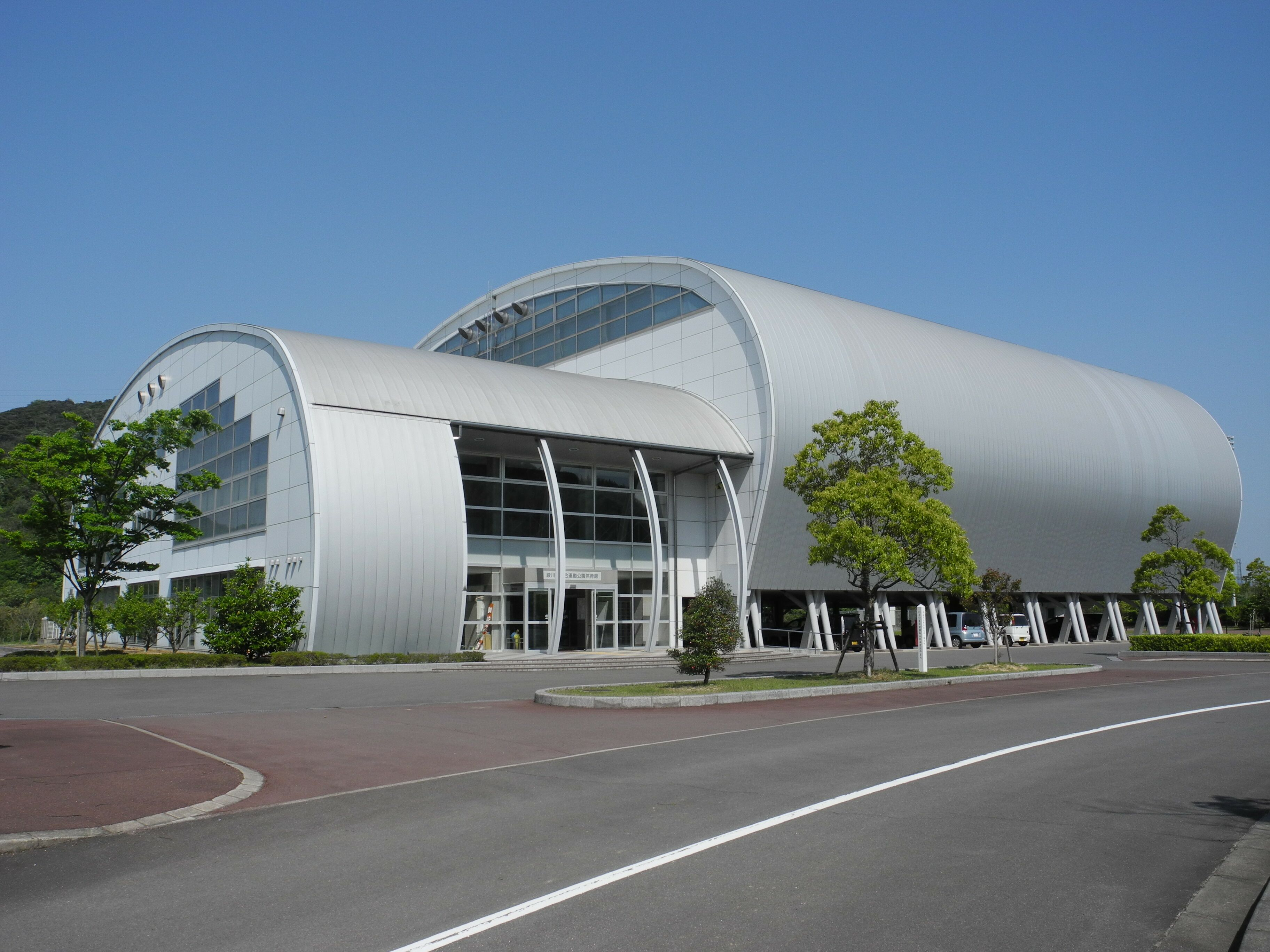
体育館
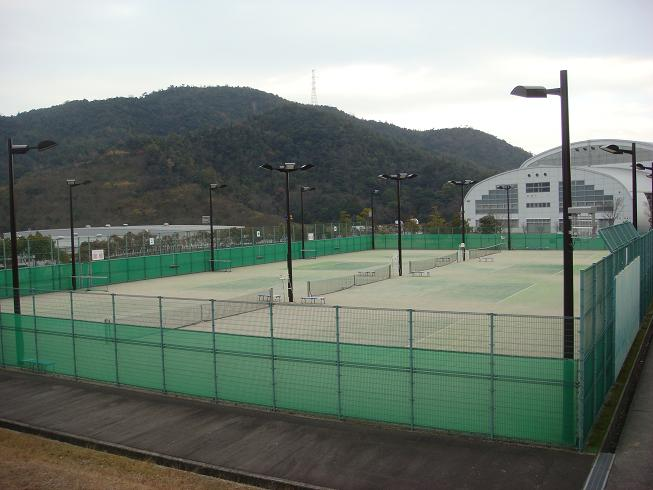
テニスコート
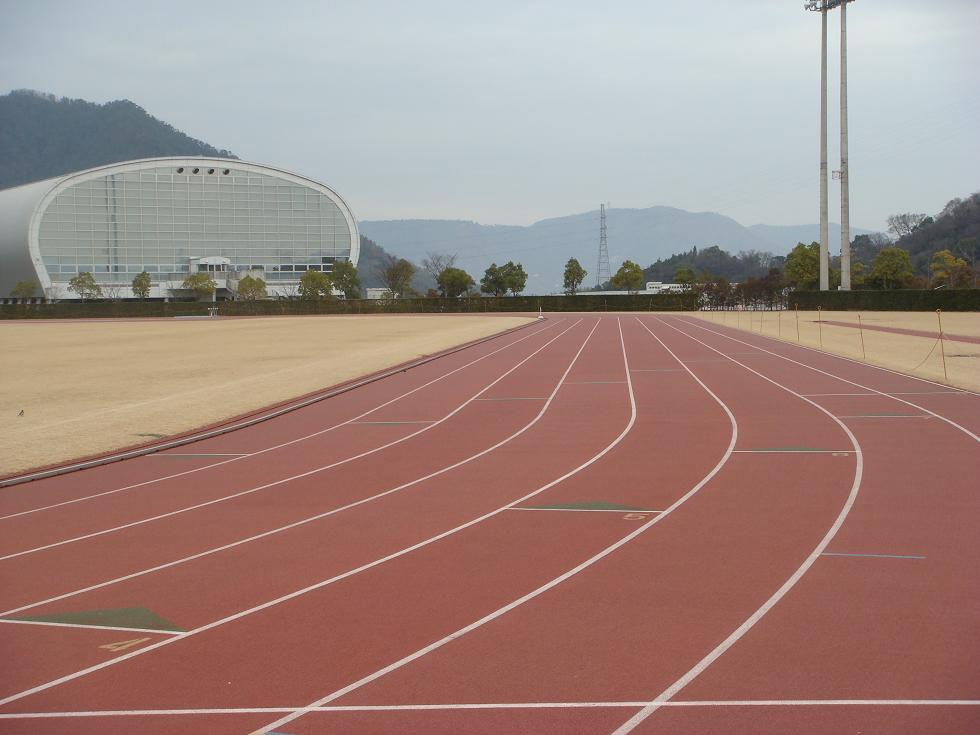
陸上競技場
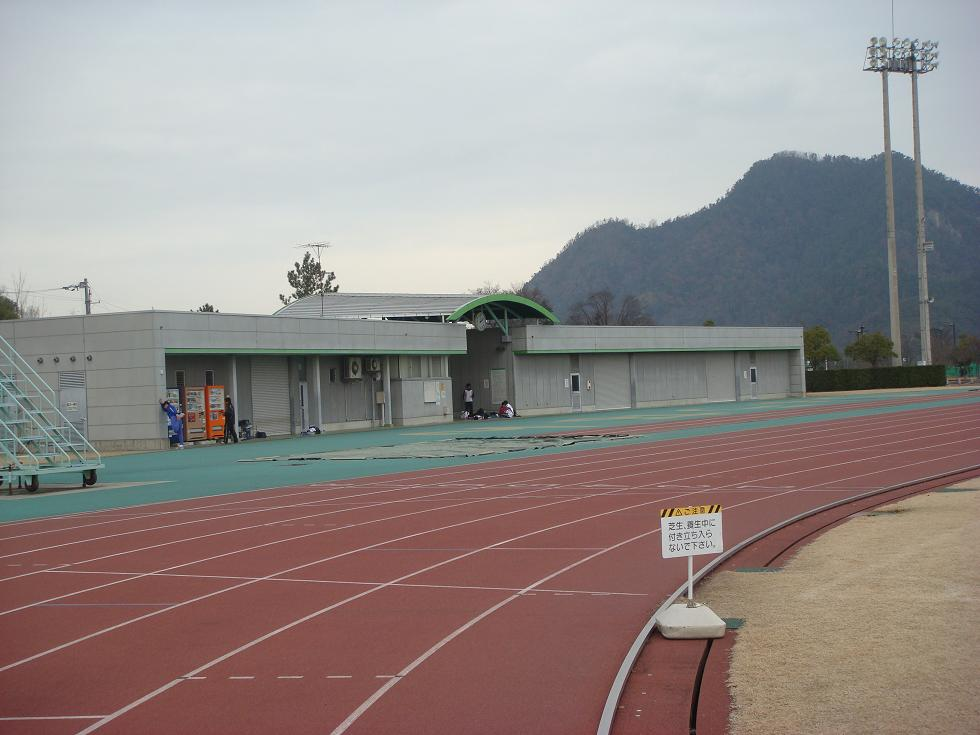
陸上競技場管理者棟

### 休園日
- 毎週月曜日と年末年始（12月28日から1月4日）

## 開催競技会・イベント
- 1998年全国高校総体サッカー競技
- 香川県空手選手権
- 香川県中学校駅伝競走大会（全国中学駅伝予選）
- 綾歌・坂出地区中学総体
- 梅の里フェスティバル

## 周辺

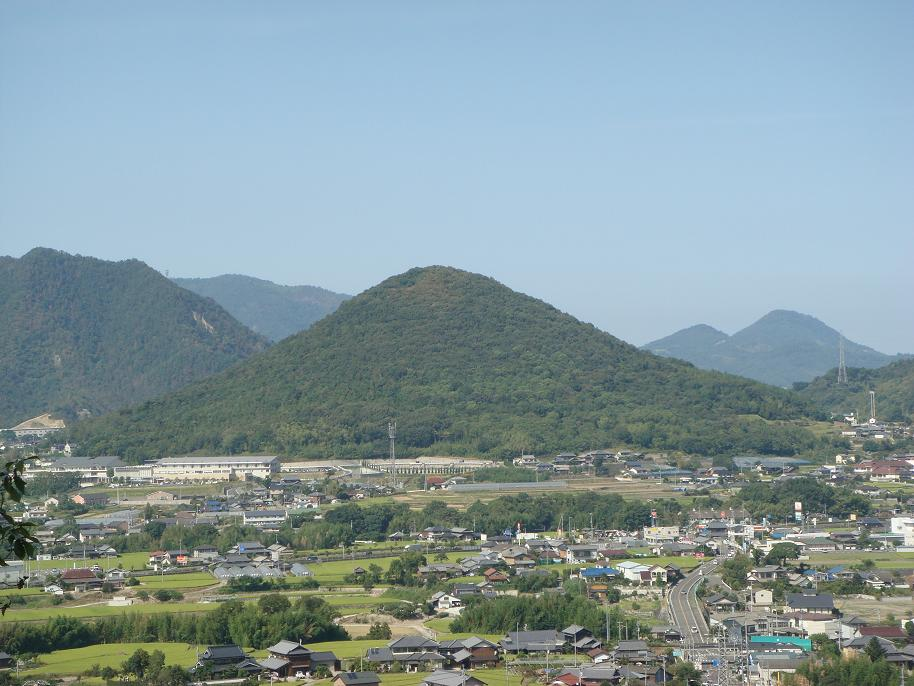
十瓶山（陶富士）

- 十瓶山（別名陶富士、香川のみどり百選）
- 綾川町立陶保育所
- とかめ工業団地
- 橘ノ丘総合運動公園

## アクセス
- 高速道路 - 最寄IC、高松自動車道府中湖スマートIC（ETC必要）
- 鉄道 - ことでん陶駅から徒歩20分
- バス - 綾川町営バス陶線、運動公園停留所下車すぐ